# Volta Tour
Il Volta Tour è la sesta tournée della cantante islandese Björk, incentrata sul suo album in studio del 2007, Volta. Il tour è partito da Reykjavík il 9 aprile 2007 e si è concluso il 15 agosto 2008 a El Ejido, in Spagna, dopo un anno di 74 concerti. Si tratta del primo tour di Björk dopo quattro anni, che ha toccato nazioni in cui non suonava da oltre dieci anni.
Nel tour sono state eseguite complessivamente 48 canzoni che ripercorrevano l'intera carriera dell'artista, ma soprattutto estratte dagli album Medúlla (2004) - che non aveva ancora avuto una tournée dedicata - e naturalmente Volta. La band che ha accompagnato Björk durante il tour era composta dal batterista Chris Corsano, dal musicista Mark Bell (già presente per l'Homogenic Tour), dal pianista Jósan Sen, dal musicista Damian Taylor e da un gruppo islandese di dieci donne agli ottoni. Molte canzoni hanno visto una loro evoluzione durante il tour, inclusa Innocence che è stata nuovamente arrangiata per gli ottoni. L'esecuzione live del singolo Declare Independence prevedeva invece l'uso della ReacTable, uno strumento musicale elettro-acustico con un'interfaccia utente tangibile suonato da Damian Taylor. Il sequencer Tenori-on era invece usato per il brano Who Is It.
Un film concerto e un CD del Volta Tour sono stati pubblicati come parte di Voltaïc.

## Artisti d'apertura

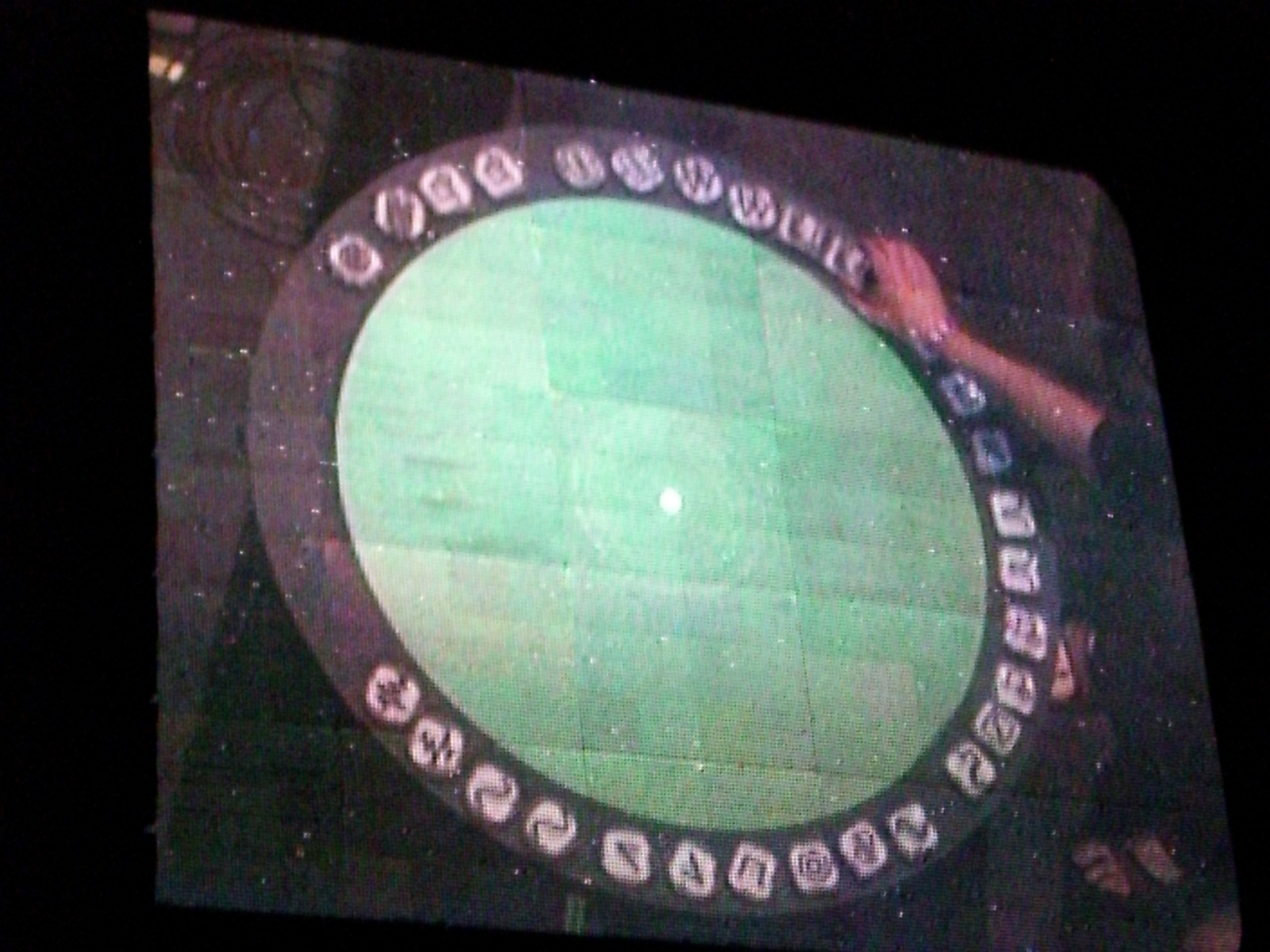
Il ReacTable, strumento elettronico dall'i nterfaccia tangibile, usato da Björk durante il Volta Tour.

- Hot Chip
- Konono Nº1
- Spank Rock
- Ghostigital
- Joanna Newsom
- M.I.A.
- Klaxons
- Ratatat
- Santogold
- Leila Arab
- Cosmos
- Il ReacTable, strumento elettronico dall'i nterfaccia tangibile, usato da Björk durante il Volta Tour.Jurga Šeduikytė

## Canzoni eseguite
| Canzone                                                                                        | Album                    |
| ---------------------------------------------------------------------------------------------- | ------------------------ |
| Brennið Þið Vitar                                                                              | canto popolare islandese |
| Cover Me                                                                                       | Post                     |
| Earth Intruders                                                                                | Volta                    |
| Venus as a Boy                                                                                 | Debut                    |
| Hunter                                                                                         | Homogenic                |
| Immature                                                                                       | Homogenic                |
| The Dull Flame of Desire                                                                       | Volta                    |
| Oceania                                                                                        | Medúlla                  |
| I See Who You Are                                                                              | Volta                    |
| Unravel                                                                                        | Homogenic                |
| Pagan Poetry                                                                                   | Vespertine               |
| All Is Full of Love                                                                            | Homogenic                |
| Jóga                                                                                           | Homogenic                |
| Pleasure Is All Mine                                                                           | Medúlla                  |
| Hope                                                                                           | Volta                    |
| Vertebræ by Vertebræ                                                                           | Volta                    |
| Where Is the Line                                                                              | Medúlla                  |
| Who Is It                                                                                      | Medúlla                  |
| Desired Constellation                                                                          | Medúlla                  |
| Army of Me                                                                                     | Post                     |
| Innocence                                                                                      | Volta                    |
| 5 Years                                                                                        | Homogenic                |
| Hidden Place                                                                                   | Vespertine               |
| Aurora                                                                                         | Vespertine               |
| Unison                                                                                         | Vespertine               |
| Mother Heroic                                                                                  | Vespertine (B-side)      |
| Cocoon                                                                                         | Vespertine               |
| Come to Me                                                                                     | Debut                    |
| Aeroplane (eseguita per la prima volta dal 1994)                                               | Debut                    |
| Human Behaviour                                                                                | Debut                    |
| It's Not Up To You                                                                             | Vespertine               |
| Síðasta Ég                                                                                     | Debut (B-side)           |
| Undo                                                                                           | Vespertine               |
| I Miss You                                                                                     | Post                     |
| Triumph of a Heart                                                                             | Medúlla                  |
| Bachelorette                                                                                   | Homogenic                |
| Vökuró                                                                                         | Medúlla                  |
| Wanderlust                                                                                     | Volta                    |
| Hyper-ballad                                                                                   | Post                     |
| Pluto                                                                                          | Homogenic                |
| The Anchor Song                                                                                | Debut                    |
| Declare Independence                                                                           | Volta                    |
| Overture                                                                                       | SelmaSongs               |
| Pneumonia (eseguita solo una volta per il concerto acustico esclusivo in Islanda)              | Volta                    |
| My Juvenile (eseguita solo una volta per il concerto acustico esclusivo in Islanda)            | Volta                    |
| Sonnets/Unrealities XI (eseguita solo una volta per il concerto acustico esclusivo in Islanda) | Medúlla                  |
| Mouth's Cradle (eseguita solo una volta per il concerto acustico esclusivo in Islanda)         | Medúlla                  |
| It's Oh So Quiet (eseguita solo una volta per il concerto acustico esclusivo in Islanda)       | Post                     |

## Concerti
| Data              | Città             | Nazione          | Luogo                           |
| Europa            | Europa            | Europa           | Europa                          |
| ----------------- | ----------------- | ---------------- | ------------------------------- |
| 9 aprile 2007     | Reykjavík         | Islanda          | Laugardalshöll                  |
| Nord America      |                   |                  |                                 |
| 27 aprile 2007    | Indio             | Stati Uniti      | Empire Polo Club                |
| 2 maggio 2007     | New York          | Stati Uniti      | Radio City Music Hall           |
| 5 maggio 2007     | New York          | Stati Uniti      | United Palace Theater           |
| 8 maggio 2007     | New York          | Stati Uniti      | Apollo Theater                  |
| 12 maggio 2007    | Chicago           | Stati Uniti      | Auditorium Theater              |
| 15 maggio 2007    | Morrison          | Stati Uniti      | Red Rocks Amphitheatre          |
| 19 maggio 2007    | Mountain View     | Stati Uniti      | Shoreline Amphitheatre          |
| 23 maggio 2007    | Burnaby           | Canada           | Deer Lake Park                  |
| 26 maggio 2007    | George            | Stati Uniti      | The Gorge Amphitheatre          |
| Europa            |                   |                  |                                 |
| 22 giugno 2007    | Pilton            | Inghilterra      | Worthy Farm                     |
| 28 giugno 2007    | Werchter          | Belgio           | Werchterpark                    |
| 1 luglio 2007     | Gdynia            | Polonia          | Babie Doły Airport              |
| 5 luglio 2007     | Roskilde          | Danimarca        | Festivalpladsen                 |
| 8 luglio 2007     | Amsterdam         | Paesi Bassi      | Westergasfabriek                |
| 13 luglio 2007    | Bilbao            | Spagna           | Guggenheim Mueseum Bilbao       |
| 15 luglio 2007    | Segovia           | Spagna           | La Granja                       |
| 18 luglio 2007    | Madrid            | Spagna           | Las Ventas                      |
| 21 luglio 2007    | Codroipo          | Italia           | Villa Manin                     |
| 25 luglio 2007    | Nyon              | Svizzera         | L'Asse                          |
| 21 agosto 2007    | Nîmes             | Francia          | Arena di Nîmes                  |
| 23 agosto 2007    | Nîmes             | Francia          | Arena di Nîmes                  |
| 26 agosto 2007    | Saint-Cloud       | Francia          | Domaine National de Saint-Cloud |
| 31 agosto 2007    | Stradbally        | Irlanda          | Stradbally Hall                 |
| 2 settembre 2007  | Inveraray         | Scozia           | Castello di Inveraray           |
| Nord America      |                   |                  |                                 |
| 8 settembre 2007  | Toronto           | Canada           | Toronto Islands Park            |
| 11 settembre 2007 | Detroit           | Stati Uniti      | Fox Theatre                     |
| 14 settembre 2007 | Austin            | Stati Uniti      | Zilker Park                     |
| 17 settembre 2007 | Atlanta           | Stati Uniti      | Fox Theatre                     |
| 21 settembre 2007 | Montréal          | Canada           | Jacques-Cartier Pier            |
| 24 settembre 2007 | New York          | Stati Uniti      | Madison Square Garden           |
| Sud America       |                   |                  |                                 |
| 26 ottobre 2007   | Rio de Janeiro    | Brasile          | Marina da Glória                |
| 28 ottobre 2007   | San Paolo         | Brasile          | Arena Skol Anhembi              |
| 31 ottobre 2007   | Curitiba          | Brasile          | Pedreira Paulo Leminski         |
| 4 novembre 2007   | Buenos Aires      | Argentina        | Teatro Gran Rex                 |
| 7 novembre 2007   | Buenos Aires      | Argentina        | Teatro Gran Rex                 |
| 10 novembre 2007  | Santiago del Cile | Cile             | Stadio San Carlos de Apoquindo  |
| 13 novembre 2007  | Lima              | Perù             | Museo della Nazione             |
| 17 novembre 2007  | Bogotà            | Colombia         | Palacio de los Deportes         |
| Nord America      |                   |                  |                                 |
| 8 dicembre 2007   | Guadalajara       | Messico          | Huentitán Canyon                |
| 12 dicembre 2007  | Los Angeles       | Stati Uniti      | Nokia Theatre                   |
| 15 dicembre 2007  | Paradise          | Stati Uniti      | Palms Casino Resort             |
| Oceania           |                   |                  |                                 |
| 18 gennaio 2008   | Auckland          | Nuova Zelanda    | Mount Smart Stadium             |
| 20 gennaio 2008   | Gold Coast        | Australia        | Gold Coast Parklands            |
| 23 gennaio 2008   | Sydney            | Australia        | Teatro dell'Opera di Sydney     |
| 28 gennaio 2008   | Melbourne         | Australia        | Flemington Racecourse           |
| 1 febbraio 2008   | Adelaide          | Australia        | Adelaide Showgrounds            |
| 3 febbraio 2008   | Perth             | Australia        | Claremont Showgrounds           |
| Asia              |                   |                  |                                 |
| 12 febbraio 2008  | Giacarta          | Indonesia        | Tennis Indoor Senayan           |
| 16 febbraio 2008  | Seul              | Corea del Sud    | Olympic Hall                    |
| 19 febbraio 2008  | Tokyo             | Giappone         | Nippon Budokan                  |
| 22 febbraio 2008  | Tokyo             | Giappone         | Nippon Budokan                  |
| 25 febbraio 2008  | Osaka             | Giappone         | Osaka-jō Hall                   |
| 28 febbraio 2008  | Hong Kong         | Hong Kong        | AsiaWorld-Arena                 |
| 2 marzo 2008      | Shanghai          | Cina             | Shanghai Changning Arena        |
| Europa            |                   |                  |                                 |
| 11 aprile 2008    | Manchester        | Inghilterra      | Manchester Carling Apollo       |
| 14 aprile 2008    | Londra            | Inghilterra      | Hammersmith Apollo              |
| 17 aprile 2008    | Londra            | Inghilterra      | Hammersmith Apollo              |
| 20 aprile 2008    | Londra            | Inghilterra      | Hammersmith Apollo              |
| 22 aprile 2008    | Plymouth          | Inghilterra      | Plymouth Pavilions              |
| 25 aprile 2008    | Wolverhampton     | Inghilterra      | Civic Hall                      |
| 28 aprile 2008    | Belfast           | Irlanda del Nord | Waterfront Hall                 |
| 1 maggio 2008     | Blackpool         | Inghilterra      | Empress Ballroom                |
| 25 giugno 2008    | Parigi            | Francia          | Olympia                         |
| 28 giugno 2008    | Reykjavík         | Islanda          | Parco Laugardalur               |
| 13 luglio 2008    | Vilnius           | Lituania         | Parco Vingis                    |
| 16 luglio 2008    | Riga              | Lettonia         | Arena Riga                      |
| 20 luglio 2008    | Gräfenhainichen   | Germania         | Ferropolis                      |
| 25 luglio 2008    | Roma              | Italia           | Auditorium Parco della Musica   |
| 28 luglio 2008    | Verona            | Italia           | Arena di Verona                 |
| 31 luglio 2008    | Atene             | Grecia           | Olympic Sports Hall             |
| 3 agosto 2008     | Istanbul          | Turchia          | Turkcell Kuruçeşme Arena        |
| 7 agosto 2008     | Zambujeira do Mar | Portogallo       | Herdade da Casa Branca          |
| 15 agosto 2008    | El Ejido          | Spagna           | Playa de Guardias               |